# しながわ水族館

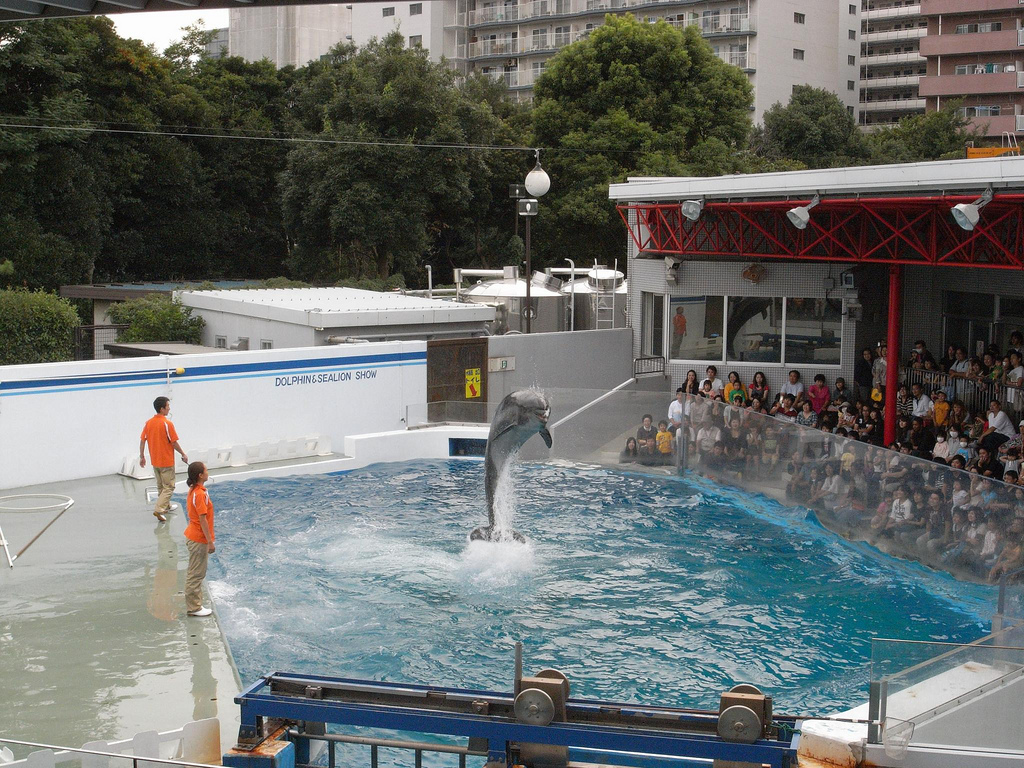
イルカプール

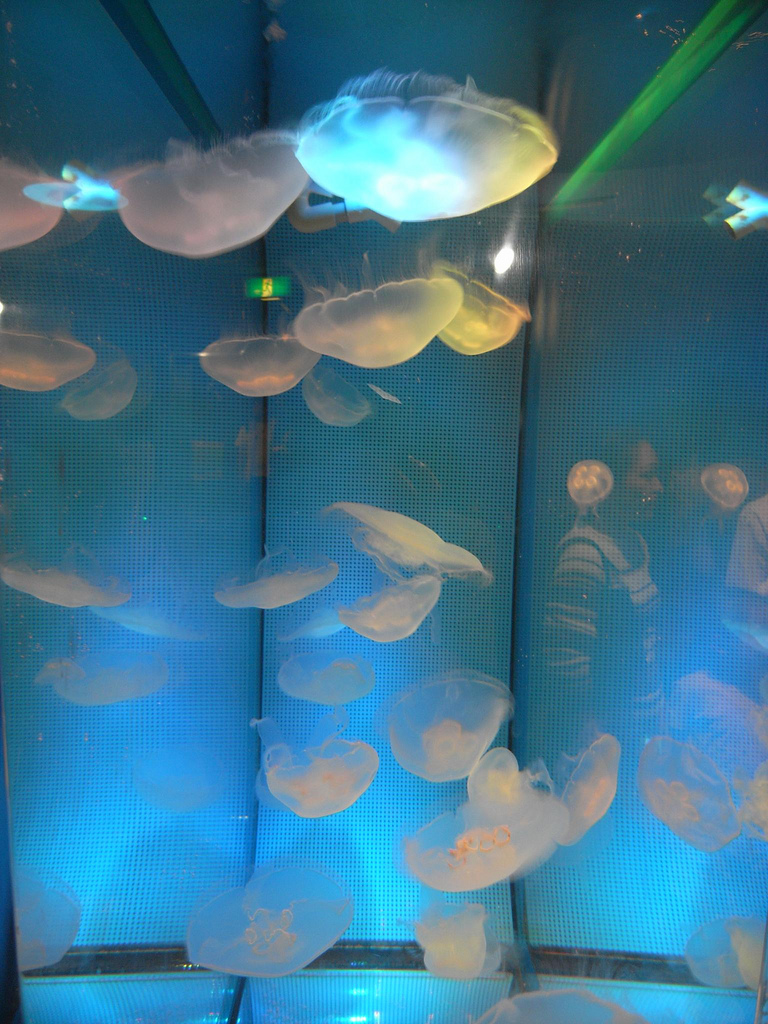
クラゲの展示水槽

しながわ水族館（しながわすいぞくかん、SHINAGAWA AQUARIUM）は、東京都品川区のしながわ区民公園内南端にある水族館。

## 概説
建物は地上2階・地下2階建て。1階の「海面フロア」では東京湾の魚や生物などを展示、スタジアムではイルカ・アシカのショーが開催される。地下1階の「海底フロア」では巨大なトンネル水槽を通ることができる。
別棟として「アザラシ館」「レストハウス」「ショップ棟」がある。レストラン「ドルフィン」は水上に浮かぶ六角形の建物でテラスがあり、またバリアフリーにも配慮されている。マリンショップ「シーガル」ではしながわ水族館のオリジナル商品など、さまざまなグッズを購入することができる。

## 沿革
- 1991年10月19日オープン[4]
- 1996年8月　開館5周年記念「ペンギンランド」新設[1]
- 2001年7月　開館10周年記念「シャークホール」新設[1]
- 2004年12月　「トンネル水槽」リニューアル[1]
- 2006年7月　開館15周年記念「アザラシ館」新設[1]。「イルカ・アシカスタジアム」観覧席増設[1]
- 2008年7月　「クラゲたちの世界」オープン[1]
- 2009年7月　「東京湾に注ぐ川」リニューアル[1]
- 2011年　開館20周年記念イベント[1]
- 2014年　公式キャラクター「しなフィン」誕生[1]
- 2015年7月　水中カメラ「カメら君」リニューアル[1]
- 2016年　開館25周年記念事業　品川区民対象「夢の水槽」アイデア募集[1]。「イルカにタッチ！！」スタート[1]
- 2017年7月　～夢の水槽～「地球」完成[1]。「ペンギンランド」リニューアル[1]
- 2018年　入館者1900万人突破[1]
- 2022年　2027年度にリニューアルオープンし、イルカの展示を廃止する方針を発表した[5]。

## 展示コーナー
延床面積4,044㎡ 総水量1,844t(海水:1,804t 淡水:40t)
- 東京湾に注ぐ川
- 東京湾の干潟と荒磯
- 品川と海
- 潮の満ち干と生物
- ペンギンランド
- 荒磯の窓
- 群を作る魚たち
- 潮騒の窓
- 東京湾に棲む生物たち
- 類似エレベーター
- 大海原へのいざない - 180度の視界が広がるアクリル製トンネル（幅2m×高さ2.3m×長さ22m）、水量500t/水温22℃（海水）。
- 冷たい海の魚たち
- カメら君の海中散歩
- モニター水槽
- クイズに挑戦
- ふれあい水槽
- 海の宝石箱
- 世界の大河から
- かわった生態の生物たち
- 北の海の動物たち
- 海の楽園
- シャークホール - 水量180t/水温22℃（海水）。
- イルカプール - イルカのショーが開催されている。水量770t/水温20℃（海水）。
- アザラシ館 - アザラシを全方位で観察することが可能な巨大水槽。延床面積351.88㎡ 水量240t(海水)。
- レクチャーホール - 講義用ホール。
- 多目的ホール - 特別展示や催し物などに使用。

## アクセス
- 鉄道
  - 京急本線大森海岸駅から徒歩約8分[6]
  - JR京浜東北線大森駅から徒歩約15分[6]
- バス
  - JR京浜東北線・東急大井町線・東京臨海高速鉄道りんかい線大井町駅東口から無料送迎バスで約15分[7]（京浜急行バス・東急バス）
  - JR京浜東北線大森駅から八潮パークタウン循環「しながわ水族館前」下車（京浜急行バス）

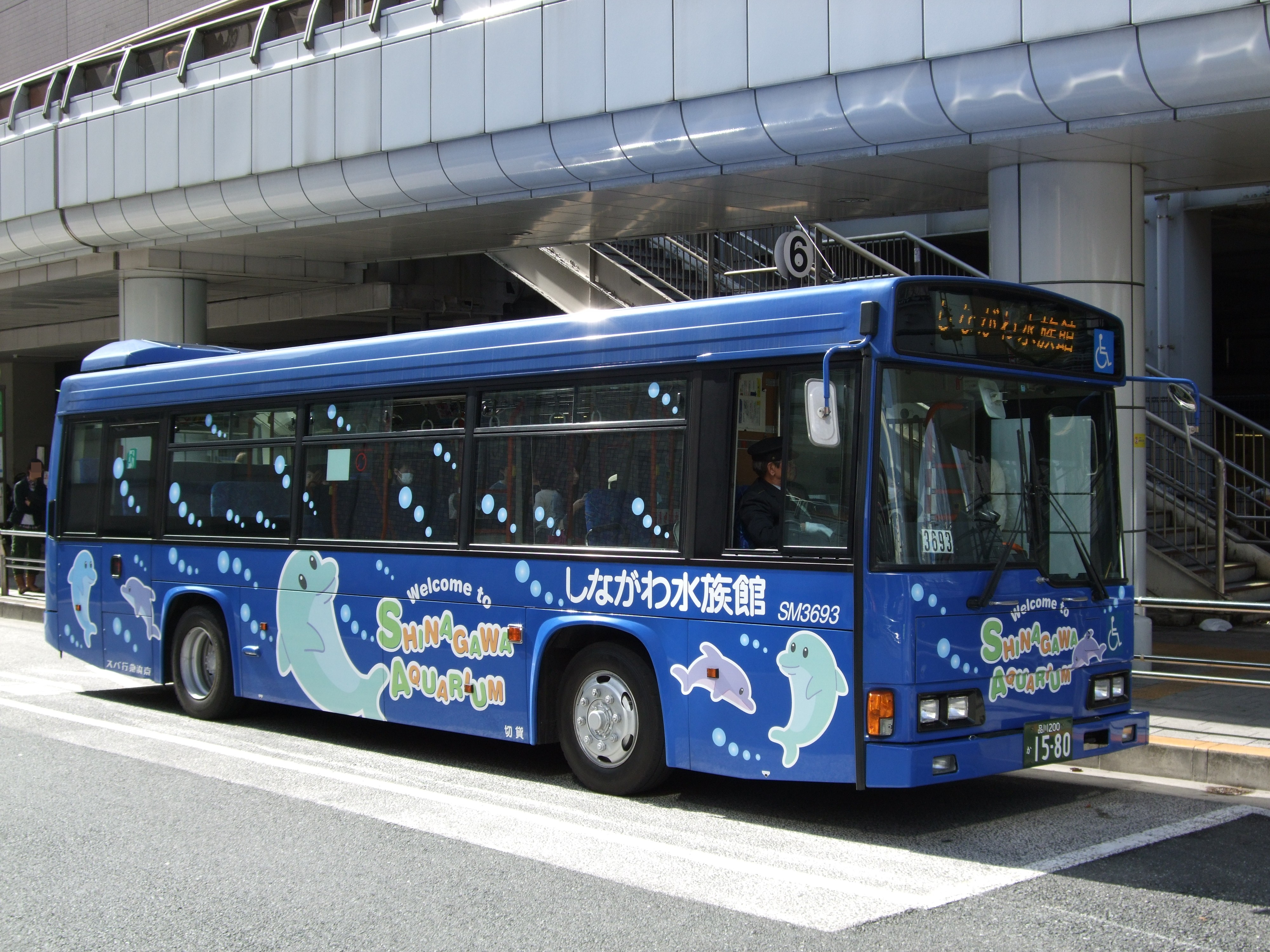
京浜急行バスの送迎車（イルカ柄）
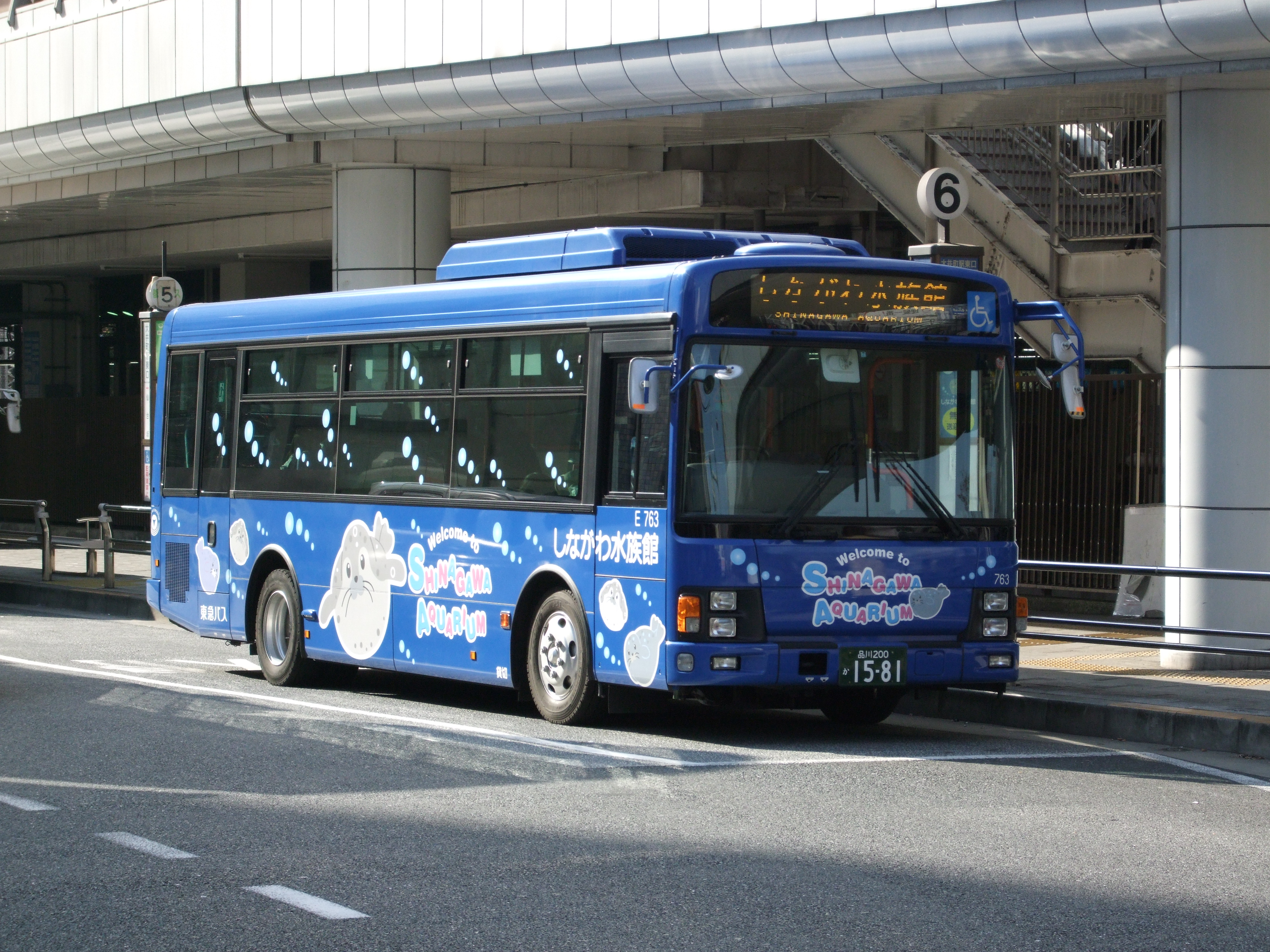
東急バスの送迎車（アザラシ柄）

## 周辺施設
- しながわ区民公園